# Arcidiocesi di Sassari

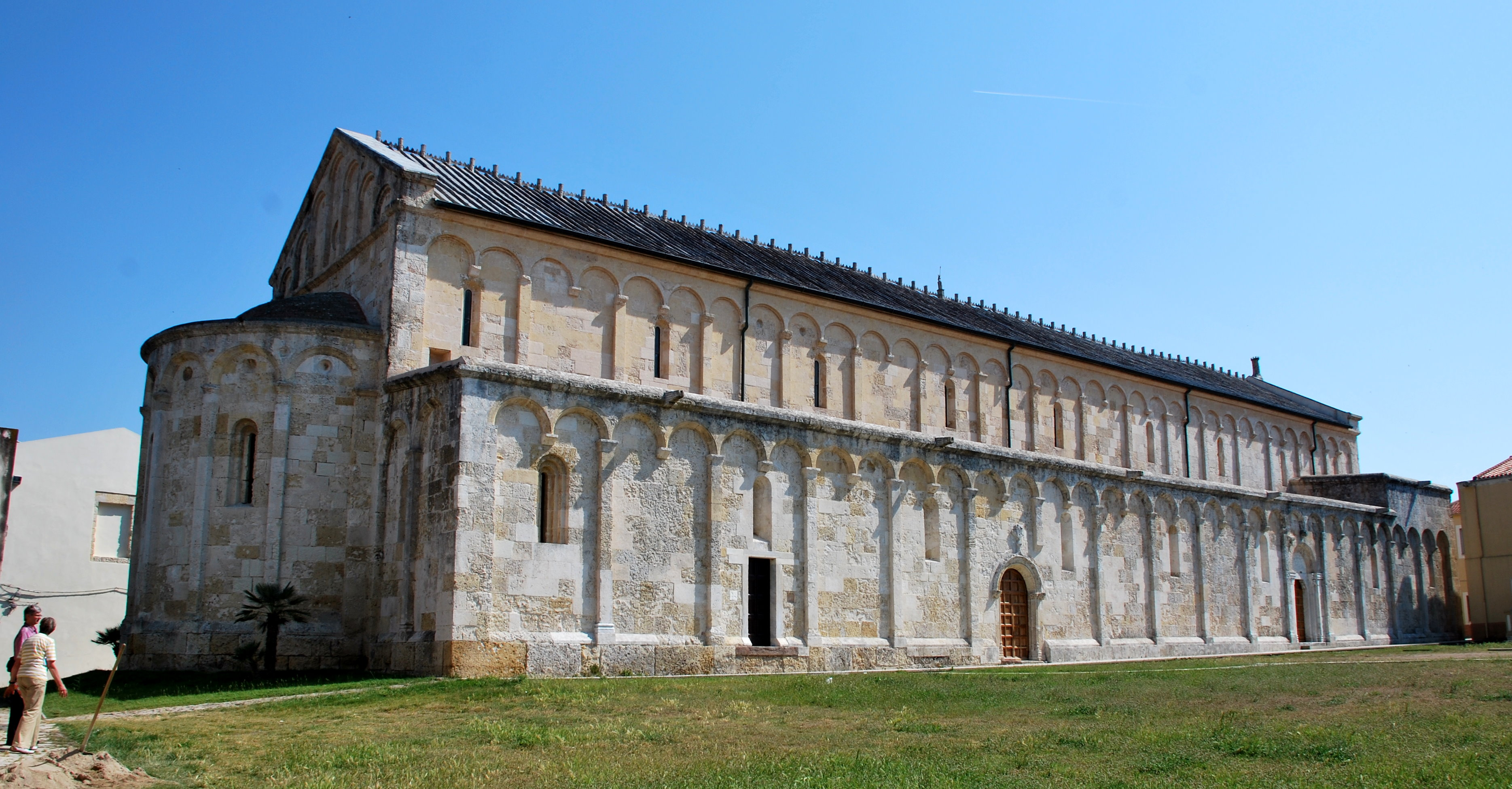
La basilica di San Gavino, San Proto e San Gianuario, antica cattedrale di Torres.

L'arcidiocesi di Sassari (in latino Archidioecesis Turritana) è una sede metropolitana della Chiesa cattolica in Italia appartenente alla regione ecclesiastica Sardegna. Nel 2023 contava 215.000 battezzati su 220.000 abitanti. La sede è vacante.

## Territorio
L'arcidiocesi comprende 28 comuni della provincia di Sassari in Sardegna: Banari, Bessude, Bonnanaro, Bonorva, Borutta, Cargeghe, Cheremule, Chiaramonti, Codrongianos, Cossoine, Florinas, Giave, Ittiri, Mores, Muros, Osilo, Ossi, Ploaghe, Porto Torres, Sassari, Sennori, Siligo, Sorso, Stintino, Thiesi, Tissi, Torralba e Usini.
Sede arcivescovile è la città di Sassari, dove si trova la cattedrale di San Nicola. Nella stessa città sorge anche la basilica del Sacro Cuore. Nel territorio si trovano anche tre antiche cattedrali: quella di Porto Torres, dedicata ai Santi Gavino, Proto e Gianuario ed elevata al rango di basilica minore; quella di Ploaghe, dedicata a San Pietro; e quella di Sorres, anch'essa dedicata a San Pietro nonché la basilica della Santissima Trinità di Saccargia, già importante cenobio camaldolese. Le diocesi di Ploaghe e di Sorres sono oggi sedi titolari.
Il territorio si estende su 1.978 km² ed è suddiviso in 60 parrocchie, organizzate in 6 vicarie, 3 nella città di Sassari (centro storico, Monte Rosello-Latte dolce, Cappuccini-Monserrato), e 3 extraurbane (Sorres, Ploaghe e Porto Torres-Golfo).

### Provincia ecclesiastica
La provincia ecclesiastica di Sassari, istituita nell'XI secolo, comprende le seguenti suffraganee:
- diocesi di Alghero-Bosa;
- diocesi di Ozieri;
- diocesi di Tempio-Ampurias.

## Storia
La diocesi di Torres (l'odierna Porto Torres, anticamente chiamata Turris Libisonis) fu eretta forse verso la fine del III secolo, quantunque la tradizione indichi come primo vescovo un Clemente romano nel I secolo. Nemmeno san Gabino vissuto verso il 100 è un vescovo certo, benché di lui si ritenga fondato il martirio. Sebbene esistano documenti riguardanti i primi vescovi, non è possibile stabilire con assoluta certezza che si riferiscano a vescovi di Torres, perché esistevano altre sedi vescovili dal nome simile. Il primo vescovo storicamente documentato è Felice, che nel 484 partecipò alla conferenza di Cartagine, con altri quattro vescovi sardi, convocata dal re vandalo Unerico. I vescovi, anonimi, di due sedi episcopali 'sardesi' si trovano, invece, nella lettera che tutti i vescovi occidentali scrissero a papa Giulio I dal Concilio di Sardica nel 343. Se uno dei due vescovi poteva essere quello di Karales, l'altro anonimo potrebbe essere quello turritano, come ipotizza Raimondo Turtas, indicando come all'epoca in Sardegna vi fossero solo due grandi sedi episcopali.
Al tempo di san Gregorio Magno Torres era suffraganea dell'arcidiocesi di Cagliari. Al tempo di papa Giovanni V (685-686) è invece menzionata come sede immediatamente soggetta ai vescovi di Roma.
Successivamente le notizie sui pastori della diocesi si interrompono per circa tre secoli, durante i quali furono numerose le scorrerie saracene.
Terminato il periodo di insicurezza dovuto alle continue scorribande musulmane e in seguito alla riorganizzazione ecclesiastica della Sardegna, Torres fu elevata, forse già al tempo di papa Alessandro II (1061-1073), al rango di sede metropolitana del giudicato di Torres. Ebbe fino a sette diocesi suffraganee: Ampurias, Bisarcio, Bosa, Castro, Ottana, Ploaghe e Sorres. Primo metropolita noto fu Costantino de Castra, investito della carica arcivescovile a Capua da papa Gregorio VII nel 1073.
Lo stesso papa insistette presso il giudice di Torres perché nell'arcidiocesi si attuassero le norme canoniche sulla vita, la disciplina e l'istruzione del clero, indizio della grave inadeguatezza morale, culturale e religiosa dei presbiteri a quell'epoca; non di rado i condaghi del tempo documentano la presenza di sacerdoti sposati o di condizione servile.
Tra XI e XII secolo diversi ordini religiosi si stabilirono nell'arcidiocesi, in particolare i Cistercensi. Infatti il giudice di Torres, Gonario II, dopo un incontro con san Bernardo, si fece monaco e favorì lo sviluppo dell'ordine a Torres, e si deve alla sua influenza la fondazione del monastero di Santa Maria di Paulis ad Ittiri e di Santa Maria di Corte a Sindia. Alla fine del XII secolo fu vescovo un cistercense, Erberto, autore di un Liber miraculorum et visionum che ebbe molta fortuna nei Paesi tedeschi. Circa un secolo prima fu terminata la basilica di San Gavino, in stile romanico, cattedrale dell'arcidiocesi.
Nel XIII secolo l'arcivescovo Dorgodorio costruì a Sassari il suo palazzo arcivescovile, che verso la fine del secolo diverrà la dimora principale del suo successore Teodosio. Torres infatti, con la diminuzione di importanza del suo ruolo di porto commerciale, iniziò ad attraversare un periodo di decadenza. Ma solo nel 1441 Pietro Spano traslò definitivamente la sede arcivescovile da Torres a Sassari, autorizzato dalla Santa Sede con la bolla Super universas del 3 aprile 1441.
L'8 dicembre 1503 furono soppresse le diocesi di Sorres e di Ploaghe e il loro territorio fu unito all'arcidiocesi di Sassari in forza della bolla Aequum reputamus di papa Giulio II. Ciò non avvenne subito, ma solo alla morte dei rispettivi vescovi, ossia nel 1505 e nel 1526.
Nei secoli successivi gli arcivescovi si impegnarono per l'attuazione dei decreti del concilio di Trento. In quest'opera si distinsero soprattutto: Salvatore Alepus († 1566), che compì due visite pastorali nell'arcidiocesi ed emanò diverse costituzioni sinodali per riformare la vita del clero ed obbligare i parroci a curare l'istruzione religiosa del popolo; Alfonso de Lorca, che istituì il seminario diocesano nel 1593; Gavino Manca de Cedrelles († 1620), che pubblicò la versione in sardo-logudorese della Dichiarazione del Simbolo apostolico di Roberto Bellarmino; Giuseppe Sicardo († 1714), che fece pubblicare un nuovo catechismo in lingua sardo-logudorese; Matteo Bertolini († 1750), che estese la pratica degli esercizi spirituali a tutti i seminaristi e al clero diocesano.
Nel corso dell'Ottocento si susseguirono diversi periodi di sede vacante a causa dei dissidi fra Chiesa e Stato sabaudo, il quale, in applicazione delle leggi eversive, incamerò i beni ecclesiastici, soppresse gli ordini religiosi, il foro ecclesiastico e il diritto di censura. A causa delle reiterate proteste l'arcivescovo Domenico Varesini fu condannato agli arresti domiciliari. Il suo successore, Diego Marongiu Del Rio, nominato nel 1871 dopo sette anni di vacanza della sede, ottenne l'exequatur statale solo nel 1878. Nonostante queste difficoltà, in questo periodo l'arcidiocesi di mostrò molto attiva nell'assistenza e nella cura dei più piccoli e degli orfani, grazie all'azione caritativa dei laici e di istituzioni religiose, come la conferenza delle Dame di Carità.
Tra gli arcivescovi del Novecento, si sono distinti in particolare: Arcangelo Mazzotti, che favorì la larga diffusione dell'Azione cattolica, celebrò un sinodo diocesano nel 1947 e l'anno successivo il congresso eucaristico regionale; e Salvatore Isgrò, ricordato per la celebrazione del sinodo nel 1990-1991, lo svolgimento di quattro visite pastorali, l'organizzazione della missione popolare nel 1999 e del congresso eucaristico nel 2003.

### Titoli dell'arcivescovo di Sassari
Tra i vari titoli spettanti all'arcivescovo di Sassari vi sono quelli di Primate di Sardegna e Corsica (conteso), abate di Santa Maria di Paulis, priore della Santissima Trinità di Saccargia e di Nostra Signora di Coros, Gonfaloniere e Vessillifero di Santa Romana Chiesa (concesso da papa Paolo III a Salvatore Alepus e ai suoi successori in perpetuo), abate di San Pietro di Silki (oggi sede francescana, ma un tempo benedettina) e, in passato, Consiliario nel Consiglio di Sua Maestà e Cancelliere dell'Università di Sassari nonché vescovo di Ploaghe e Sorres (sino al 1969). Tutti questi titoli sono oggi in disuso.

## Cronotassi dei vescovi
Si omettono i periodi di sede vacante non superiori ai 2 anni o non storicamente accertati.
La cronotassi seguente, tranne rari casi, segue quella attualmente più aggiornata proposta da P. Desole, a sua volta rielaborata su quella proposta da R. Turtas con gli emendamenti di M. Vidili.

### Vescovi e arcivescovi di Torres
- Gaudenzio †
- Giustino †
- Lussorio †
- Florenzio †[9]
- Felice † (menzionato nel 484)
- Mariniano † (prima di luglio 591 - dopo ottobre 599)[10]
- Valentino † (menzionato nel 649)
- Anonimo † (menzionato nel 685/686)[11]
- Simone † (menzionato nel 1065)
- Costantino di Castra † (1073 - dopo il 1074)
- Cristoforo † (menzionato nel 1090)
- Attone I (o Azzone) † (prima del 1112)
- Manfredi † (menzionato nel 1116)
- Anonimo † (menzionato nel 1118)
- Vitale † (prima del 1120)
- Costantino Berrica † (menzionato nel 1127)
- Attone II † (menzionato nel 1134)
- Pietro di Canneto † (documentato dal 1134 al 1139)
- Attone III † (dopo il 1139 - 1156?)
- Pietro Manaco †[12]
- Alberto, O.S.B. † (1170 - 1178)
- Erberto, O.Cist. † (1181 - prima del 14 agosto 1196)
- Bandino † (1196 - dopo agosto 1199[13])
- Anonimo † (menzionato prima del 17 ottobre 1200)
- Biagio † (1202[14] - prima del 1217 deceduto)
- Gianuario † (menzionato nel 1218 - 1226)
- Piacentino † (menzionato nel 1230)[15]
- Opizzone † (menzionato nel 1230 - 1235)
- Anonimo † (menzionato nel 1238 da Gregorio IX)
- Stefano, O.P. † (1249[16] - dopo il 1252)[17]
- Anonimo † (menzionato nel 1254 e 1255)
- Prospero, O. Cist. † (gennaio/febbraio 1261 - dopo il febbraio 1264)
- Torgotorio † (prima del 1278 - 1289?)
- Pandolfo † (4 luglio 1290 - 26 febbraio 1296 nominato vescovo Ancona)
- Giovanni Balastro, O.F.M. † (4 marzo 1296 - circa 1298 deceduto)
- Tedisio (o Teodosio o Tedicio) di Pisa † (3 ottobre 1298 - prima del marzo 1322 deceduto)
- Giacomo † (9 marzo 1324 - prima del 1327)
- Pietro de Portillo, O.P. † (12 ottobre 1327 - prima del 2 settembre 1349)
- Bartolomeo Jalmar † (2 settembre 1349 - 1352)
- Diego de Navasquez, O.Carm. † (12 febbraio 1354 - dopo luglio 1255)
- Arnaldo Bordach, O.Cist. † (5 ottobre 1355 - prima del 4 marzo 1360)
- Arnaldo Bajuli, O.F.M. † (4 marzo 1360 - prima del 12 gennaio 1368)
- Bernardo, O.F.M. † (12 gennaio 1368 - 8 agosto 1369 nominato arcivescovo di Cagliari)
- Guglielmo Belvaisii, O.F.M. † (8 agosto 1369 - 3 settembre 1371 nominato vescovo di Coria)
- Giacomo Gualterotti de Lanfranchi, O.P. † (3 settembre 1371 - 1372 deceduto)
- Giacomo Petri, O.P. † (11 ottobre 1372 - dopo il 30 giugno 1373 deceduto)
- Giovanni de Fornellis, O.F.M. † (14 dicembre 1373 - 1378?)
- Obbedienza avignonese:
  - Giovanni de Passaviis, O.P. † (1º luglio 1391 - 1393)
- Obbedienza romana e pisana:
  - Ubaldino Cambi Bonamici † (8 marzo 1393 - prima del 25 settembre 1396 nominato arcivescovo di Oristano)[18]
  - Antonio Cipollonio, O.P. † (11 aprile 1397 - ? deceduto)
  - Perino (Priamo o Primo) † (8 agosto 1399 - 1412)
  - Giovanni de Azaro † (4 maggio 1412 - entro il 1º aprile 1422 deceduto)

### Arcivescovi di Sassari
- Pietro Spano † (1º aprile 1422 - 1448 deceduto)
- Antonio Cano † (23 ottobre 1448 - 1476)
  - Michele Aparicio † (1438 o 1449[19])
- Giovanni de Sos † (19 gennaio 1478 - ?)
- Berengario de Sos † (19 gennaio 1481 - dopo il 1500)
- Francesco Pellicer † (dopo il 7 dicembre 1500 succeduto - 1508 deceduto)
- Angelo Leonini † (3 agosto 1509 - 1514 dimesso)
- Francesco Minerbetti † (1515 - 1515 dimesso[20])
- Giovanni Sanna † (23 gennaio 1516 - prima del 1524)
- Salvatore Alepus † (29 gennaio 1524 - entro il 23 dicembre 1566[21] deceduto)
- Juan Segrià † (23 luglio 1568 - 16 settembre 1569 nominato arcivescovo di Palermo)
- Martín Martínez del Villar † (7 ottobre 1569 - 1572 nominato arcivescovo, titolo personale, di Barcellona)
- Miguel Ibáñes † (1572 - 1575 deceduto)
- Alfonso de Lorca † (24 ottobre 1576 - 11 dicembre 1603 deceduto)
- Andrés Bacallar † (13 settembre 1604 - 23 novembre 1612 deceduto)
- Gavino Manca de Cedrelles † (29 luglio 1613 - 6 luglio 1620 deceduto)
  - Antonio Canopolo † (prima del novembre 1620 - 19 agosto 1621 deceduto) (vescovo eletto)[22].
- Diego (o Giacomo o Jaime) Passamar † (13 giugno 1622 - 17 gennaio 1643 deceduto)
- Andrea Manca y Zonza † (13 luglio 1644 - settembre/ottobre 1652 deceduto)
  - Gaspare Litago † (26 gennaio 1656 - 5 settembre 1656 deceduto) (vescovo eletto)
- Onofrio Gerona † (13 gennaio 1659 - prima del 3 settembre 1659 deceduto)
- Íñigo Royo, O.S.B. † (19 luglio 1660 - 17 novembre 1670 nominato vescovo di Albarracín)
- Gavino Catayna, O.Carm. † (16 novembre 1671 - 3 dicembre 1678 deceduto)
- Antonio de Vergara, O.P. † (9 marzo 1680 - 15 novembre 1683 nominato arcivescovo di Cagliari)
- Juan Morillo y Velarde † (15 gennaio 1685 - 7 o 8 marzo 1699 deceduto)
  - Giorgio Sotgia, O.S.M. † (1701 - 1701 deceduto) (arcivescovo eletto)
- José Sicardo, O.E.S.A. † (12 maggio 1702 - 5 febbraio 1714 deceduto)
- Gaspar Fuster, C.O. † (1º ottobre 1714 - 28 agosto 1720 deceduto)
  - Sede vacante (1720-1726)
- Costantino Giordini, O.C.D. † (16 dicembre 1726 - 19 novembre 1729 deceduto)
- Bernardino Ignazio Roero di Cortanze, O.F.M.Cap. † (20 ottobre 1730 - 18 settembre 1741 nominato arcivescovo, titolo personale, di Novara)
- Matteo Bertollinis † (27 novembre 1741 - 9 novembre 1750 deceduto)
- Carlo Francesco Casanova † (17 maggio 1751 - 26 febbraio 1763 deceduto)
- Giulio Cesare Viancini † (13 settembre 1763 - 7 settembre 1772 nominato arcivescovo, titolo personale, di Biella)
- Giuseppe Maria Incisa Beccaria † (4 ottobre 1772 - 12 ottobre 1782 deceduto)
- Filippo Giacinto dei conti Olivieri de Vernier † (20 settembre 1784 - 29 marzo 1787 deceduto)
- Giacinto della Torre, O.E.S.A. † (29 marzo 1790 - 24 luglio 1797 nominato arcivescovo, titolo personale, di Acqui)
- Giovanni Battista Simon † (8 luglio 1798 - 22 febbraio 1806 deceduto)[23]
  - Sede vacante (1806-1819)
- Gavino Murru † (29 marzo 1819 - 21 dicembre 1819 deceduto)
- Carlo Tommaso Arnosio † (27 settembre 1822 - 18 agosto 1828 deceduto)
  - Sede vacante (1828-1833)
- Giovanni Antonio Gianotti † (15 aprile 1833 - 19 maggio 1837 nominato vescovo di Saluzzo)
- Alessandro Domenico Varesini † (13 settembre 1838 - 22 settembre 1864 deceduto)
  - Sede vacante (1864-1871)
- Diego Marongio Delrio † (24 novembre 1871 - 11 ottobre 1905 deceduto)
- Emilio Parodi, C.M. † (11 ottobre 1905 succeduto - 20 dicembre 1916 deceduto)
- Cleto Cassani † (5 gennaio 1917 - 30 giugno 1929 dimesso[24])
- Maurilio Fossati, O.SS.G.C.N. † (2 ottobre 1929 - 11 dicembre 1930 nominato arcivescovo di Torino)
- Arcangelo Mazzotti, O.F.M. † (12 febbraio 1931 - 30 gennaio 1961 deceduto)
- Agostino Saba † (16 marzo 1961 - 19 gennaio 1962 deceduto)
- Paolo Carta † (22 marzo 1962 - 18 marzo 1982 ritirato)
- Salvatore Isgrò † (18 marzo 1982 - 2 maggio 2004 deceduto)
- Paolo Mario Virgilio Atzei, O.F.M.Conv. (14 settembre 2004 - 27 giugno 2017 ritirato)
- Gian Franco Saba (27 giugno 2017 - 10 aprile 2025 nominato ordinario militare per l'Italia)

## Statistiche
L'arcidiocesi nel 2023 su una popolazione di 220.000 persone contava 215.000 battezzati, corrispondenti al 97,7% del totale.
| anno | popolazione | popolazione | popolazione | presbiteri | presbiteri | presbiteri | presbiteri                | diaconi | religiosi | religiosi | parrocchie |
| anno | battezzati  | totale      | %           | numero     | secolari   | regolari   | battezzati per presbitero | diaconi | uomini    | donne     | parrocchie |
| ---- | ----------- | ----------- | ----------- | ---------- | ---------- | ---------- | ------------------------- | ------- | --------- | --------- | ---------- |
| 1949 | 139.000     | 140.000     | 99,3        | 162        | 109        | 53         | 858                       |         | 56        | 33        | 39         |
| 1970 | 191.000     | 194.645     | 98,1        | 214        | 124        | 90         | 892                       |         | 119       | 505       | 53         |
| 1980 | 207.591     | 214.245     | 96,9        | 191        | 113        | 78         | 1.086                     | 1       | 97        | 360       | 56         |
| 1990 | 213.167     | 216.346     | 98,5        | 170        | 100        | 70         | 1.253                     | 1       | 89        | 317       | 61         |
| 1999 | 214.500     | 215.535     | 99,5        | 165        | 100        | 65         | 1.300                     | 1       | 81        | 256       | 61         |
| 2000 | 219.730     | 220.739     | 99,5        | 150        | 101        | 49         | 1.464                     | 2       | 58        | 269       | 61         |
| 2001 | 220.000     | 221.100     | 99,5        | 147        | 98         | 49         | 1.496                     | 2       | 58        | 259       | 61         |
| 2002 | 221.000     | 223.100     | 99,1        | 170        | 100        | 70         | 1.300                     | 2       | 79        | 259       | 61         |
| 2003 | 223.100     | 224.603     | 99,3        | 162        | 98         | 64         | 1.377                     | 3       | 71        | 238       | 61         |
| 2004 | 219.356     | 220.859     | 99,3        | 149        | 94         | 55         | 1.472                     | 3       | 65        | 247       | 61         |
| 2010 | 220.000     | 223.000     | 98,7        | 153        | 99         | 54         | 1.437                     | 4       | 61        | 198       | 60         |
| 2014 | 220.000     | 226.800     | 97,0        | 142        | 99         | 43         | 1.549                     | 4       | 54        | 180       | 60         |
| 2017 | 228.353     | 235.000     | 97,2        | 136        | 95         | 41         | 1.679                     | 5       | 51        | 170       | 61         |
| 2020 | 225.000     | 230.000     | 97,8        | 128        | 92         | 36         | 1.757                     | 4       | 44        | 137       | 60         |
| 2022 | 225.000     | 230.000     | 97,8        | 136        | 92         | 44         | 1.654                     | 3       | 52        | 127       | 60         |
| 2023 | 215.000     | 220.000     | 97,7        | 132        | 94         | 38         | 1.628                     | 3       | 43        | 143       | 60         |